# رو کوواهاتا
رو کوواهاتا (انگلیسی: Ru Kuwahata؛ زادهٔ ۱ ژانویهٔ ۱۹۰۰) Director، تهیه‌کننده، نویسنده، ویراستاری، سرپرست جلوه‌های تصویری اهل ژاپن است. وی از سال ۲۰۰۳ میلادی تاکنون مشغول فعالیت بوده‌است.

## فیلم‌شناسی
- فضای منفی (فیلم)